# エーゲル (駆逐艦)
エーゲル (KNM Æger) はノルウェー海軍の駆逐艦。スレイプニル級駆逐艦。

## 艦歴
ホルテン工廠で建造され、1936年8月25日に進水し同年中に就役した。
1940年4月9日、ノルウェーの税関職員がスタヴァンゲルに停泊中のエーゲルを訪れ、Ullsnes付近に停泊している貨物船Roda（6780トン）が、積荷が書かれた書類にあるコークスではなく別のものを積んでいる可能性があると知らせた。そのようなものを積んでいるにしてはそのドイツ船は吃水が浅かったのである。加えて、コークスはノルウェーの会社Sigval Bergesen向けであるとされていたが、税関職員が知る限りその会社にコークスが届けられたことはなかった。状況ははっきりしなかったが、エーゲルの艦長Nils Larsen BruunはRodaを拿捕することを決めた。
エーゲルがRodaをスタヴァンゲル近くのByfjordで発見し拿捕すると告げると、Rodaの乗員は抵抗した。そのためLarsen BruunはRodaを沈めることにした。ドイツ人が船を放棄した後、エーゲルは25発の10cm砲を打ち込みRodaを沈めた。Rodaの積荷は、占領後にSola Air Stationに配備する対空砲であったことが後日判明した。 
それから少しすると、 上空にドイツ軍機が現れた。それは、エーグル乗員にとってドイツ軍によるノルウェー侵攻（ヴェーザー演習作戦）の最初の兆候であった。
8時30分、Ju 88爆撃機10機の内、最初の3機が低空でエーゲルに対する攻撃を開始した。エーゲルはボフォース 40mm機関砲1基とコルト対空機関銃2基で応戦し、ドイツの爆撃機2機を撃墜した。しかし、3機のそれぞれ異なった方向からの攻撃を回避中に250kg爆弾が命中した。爆弾はエーゲルの甲板を引き裂き、側面を吹き飛ばした。乗員7名が即死した他、一人が致命傷を、3人が軽傷を負った。
行動不能となったエーゲルに対し、さらに7機のドイツ軍機が攻撃をおこなった。1発の爆弾がマストに命中したが跳ね返って爆発せずに海中に落下した。エーゲルの中央部側面に命中した別の爆弾は不発だった。また、ドイツ軍機はエーゲルに対して機銃掃射も行った。
すべての対空火器が使用不能となったため、艦長は艦の放棄を命じた。乗員は新たな負傷者を出すことなく岸にたどり着いた。
その後エーゲルはHundvåg付近に漂着した。エーゲルの3門の10cm砲のうち2門は1940年5月に、残りは8月にドイツ軍によって取り外され、スタヴァンゲルのすぐ北にあるGrødeimhammerenの防衛用に使用された。残された船体は現地で解体された。

## 文献
- Abelsen, Frank (1986) (Norwegian and English). Norwegian naval ships 1939-1945. Oslo: Sem & Stenersen AS. ISBN 82-7046-050-8
- Berg, Ole F. (1997) (Norwegian). I skjærgården og på havet - Marinens krig 8. april 1940 - 8. mai 1945. Oslo: Marinens krigsveteranforening. ISBN 82-993545-2-8
- Bjørnsen, Bjørn (1977) (Norwegian). Det utrolige døgnet. Oslo: Gyldendal Norsk Forlag. ISBN 82-05-10553-7
- Fjeld, Odd T. (1999) (Norwegian). Klar til strid - Kystartilleriet gjennom århundrene. Oslo: Kystartilleriets Offisersforening. ISBN 82-995208-0-0